# Mes couleurs
Albums de Leslie
Je suis et je resterai
(2002) L'Amour en vol
(2006)
Singles
1. Sobri (Notre destin) (feat Amine)
Sortie : 11 mai 2004
2. Et j'attends
Sortie : 20 septembre 2004
3. Vivons pour demain
Sortie : 10 mai 2005

Mes couleurs est le second album  studio de la chanteuse Leslie sorti le 10 mai 2004.

## Liste des titres
Toutes les chansons sont écrites et composées par Leslie.
| No  | Titre                              | Auteur                   | Producteur(s)       | Durée |
| --- | ---------------------------------- | ------------------------ | ------------------- | ----- |
| 1.  | Intro                              | L. Bourgouin             | David Adet          | 1:41  |
| 2.  | Vivons pour demain                 | L. Bourgouin             | Kore & Skalp        | 3:44  |
| 3.  | Sobri (Notre Destin) (feat. Amine) | Amine, L. Bourgouin      | Kore & Skalp, Amine | 3:32  |
| 4.  | Et j'attends                       | L. Bourgouin             | Maleko              | 3:38  |
| 5.  | Nos colères                        | L. Bourgouin             | Kore & Skalp        | 4:13  |
| 6.  | Où tu veux aller (feat. Orishas)   | L. Bourgouin, Orishas    | David Adet          | 3:33  |
| 7.  | Le temps qui passe                 | L. Bourgouin             | Kore & Skalp        | 3:31  |
| 8.  | Egoïstes                           | L. Bourgouin             | Kore & Skalp        | 3:09  |
| 9.  | Tous ces gens                      | L. Bourgouin             | Kore & Skalp        | 3:48  |
| 10. | Laissez-les respier                | L. Bourgouin             | David Adet          | 3:42  |
| 11. | Sans toi                           | L. Bourgouin             | Kore & Skalp        | 3:33  |
| 12. | Dice-dice                          | L. Bourgouin             | Kore & Skalp        | 4:01  |
| 13. | J'accuse (feat. Kery James)        | Kéry James, L. Bourgouin | Kore & Skalp        | 4:14  |
| 14. | Cher toi                           | L. Bourgouin             | David Adet          | 4:08  |
| 15. | Evolution                          | L. Bourgouin             | David Adet          | 3:51  |

### Crédits
- Arrangements, Productions, Programmation [Keyboards] – David Adet (Little D.), Kore & Skalp, Georges & kool
- Chœurs – K-Reen (4)
- Design – Arsenic (7)
- Direction vocale - David Adet (6, 8, 10)
- Graphisme – Chiffon (3)
- Guitar – Cyril Ballouardu (4)
- Paroles et écritures – Leslie Bourgouin (2 à 15), Amine Mounder (2), Orishas (6), Kéry James (13)
- Masterisation - Jean-Pierre
- Mixage – Chris Chavenon
- Mixage (Assistant) - Medimed
- Musique – Leslie Bourgouin (1 à 15) , David Adet (6, 8, 10, 14, 15), Kore & Skalp (2, 3, 5, 7, 9, 11, 12, 13), Amine Mounder (2), Maleko (4), Orishas (6), Jean Pierre Ndaye (11)
- Photographie – Thierry Aglossi, Yannick Leconte
- Producteurs exécutifs – Georges Padey, Martial Kool Louis
- Enregistrements – Georges Padey, Martial Kool Louis, Kore et Skalp

## Classement
| Classement (2004) | Meilleure position | Semaines classées |
| ----------------- | ------------------ | ----------------- |
| France            | 10                 | 66                |

### Certification
| Pays          | Date        | Certifications | Ventes  |
| ------------- | ----------- | -------------- | ------- |
| France (SNEP) | 10 mai 2004 | 2 × Or         | 250 000 |